# Ewald Steiger
Ewald Steiger (* 7. September 1962 in Landshut) ist ein ehemaliger deutscher Eishockeyspieler und -trainer, der während seiner Karriere unter anderem für den EV Landshut, die Düsseldorfer EG, den EC Hedos München und EHC 80 Nürnberg in der Eishockey-Bundesliga und Deutschen Eishockey Liga spielte.

## Karriere
Ab der Saison 1981/82 spielte Steiger für den EV Landshut in der Eishockey-Bundesliga. Sein größter Erfolg war dort der Gewinn der Deutschen Meisterschaft 1983. Zur Spielzeit 1988/89 wechselte der Stürmer für ein Jahr zur Düsseldorfer EG. Von 1989 bis Mitte der Spielzeit 1994/95 lief er dann für den EC Hedos München auf, der ab Saisonbeginn 1994/95 bis zur Einstellung des Spielbetriebs Ende 1994 unter der Bezeichnung Maddogs München in der Deutschen Eishockey Liga antrat. In München feierte er noch im Frühjahr 1994 seine zweite Deutsche Meisterschaft. Für den Rest der Saison schloss sich Steiger nun dem EHC 80 Nürnberg an. Ab der Saison 1995/96 kehrte er der höchsten deutschen Spielklasse den Rücken und ließ seine Karriere beim TSV 1862 Erding ausklingen. Danach war er als Trainer im Nachwuchsbereich des TSV Erding angestellt.
Zur Saison 2003/04 kehrte Steiger zum EV Landshut zurück und übernahm den Posten des Nachwuchs-Cheftrainers. Zwischen 2003 und 2011 betreute er die Juniorenmannschaft des EV Landshut in der Deutschen Nachwuchsliga. 2009 sprang Ewald Steiger als Interimstrainer in Nachfolge des entlassenen Mike Bullard gemeinsam mit Günter Oswald bei den Landshut Cannibals ein.
Seit 2011 ist Steiger Trainer der Schülermannschaft in der Schüler-Bundesliga des EV Landshut.

### International
Steiger spielte für die deutsche Nationalmannschaft und kam beim Iswestija Cup in der Saison 1987/88 zu zwei Einsätzen.

## Erfolge und Auszeichnungen
- 1983 Deutscher Meister mit dem EV Landshut
- 1984 Deutscher Vizemeister mit dem EV Landshut
- 1994 Deutscher Meister mit dem EC Hedos München
- 1989 Deutscher Vizemeister mit der Düsseldorfer EG

### Als Trainer
- 2011 Deutscher Nachwuchsligameister (DNL) mit dem EV Landshut
- 2008 Deutscher Zweitliga-Vizemeister mit den Landshut Cannibals (als Co-Trainer)